# Anni 710 a.C.
Gli anni 710 a.C. sono il decennio che comprende gli anni dal 719 a.C. al 710 a.C. inclusi.

## Eventi, invenzioni e scoperte
- Fondazione della colonia greca di Crotone

## Personaggi
- Romolo, primo re di Roma
- Numa Pompilio, secondo re di Roma

## Nati
- Terpandro, poeta greco antico († 645 a.C.)711 a.C.
- 13 febbraio - Jinmu, imperatore giapponese († 585 a.C.)

## Morti
- Aristodemo, militare e sovrano greco antico716 a.C.
- Acaz, re
- Romolo, re romano (n. 771 a.C.)713 a.C.
- Proculo Giulio, romano (n. 776 a.C.)